# Fabio Augusto Justino
Fabio Augusto Justino (nacido el 16 de junio de 1974) es un exfutbolista brasileño que se desempeñaba como delantero.
Jugó para clubes como el Shimizu S-Pulse y Vissel Kobe.

## Trayectoria

### Clubes
| Club            | País   | Año         |
| --------------- | ------ | ----------- |
| Shimizu S-Pulse | Japón  | 1998 - 2000 |
| Vissel Kobe     | Brasil | 2000        |

## Estadística de carrera

### J. League
| Club            | Año   | J. League | J. League | Copa J. League | Copa J. League | Total | Total |
| Club            | Año   | Part.     | Goles     | Part.          | Goles          | Part. | Goles |
| --------------- | ----- | --------- | --------- | -------------- | -------------- | ----- | ----- |
| Shimizu S-Pulse | 1998  | 19        | 5         | 5              | 3              | 24    | 8     |
| Shimizu S-Pulse | 1999  | 20        | 4         | 1              | 0              | 21    | 4     |
| Shimizu S-Pulse | 2000  | 17        | 2         | 2              | 1              | 19    | 3     |
| Vissel Kobe     | 2000  | 3         | 0         | 0              | 0              | 3     | 0     |
| Total           | Total | 59        | 11        | 8              | 4              | 67    | 15    |